# Oleksandrija (Riwne)
Oleksandrija (ukrainisch Олександрія; russisch Александрия Alexandrija, polnisch Aleksandrja/Aleksandria) ist ein ukrainisches Dorf in der Oblast Riwne. Es ist im Rajon Riwne, etwa 14 Kilometer nordöstlich der Rajons- und Oblasthauptstadt Riwne am Fluss Horyn gelegen.

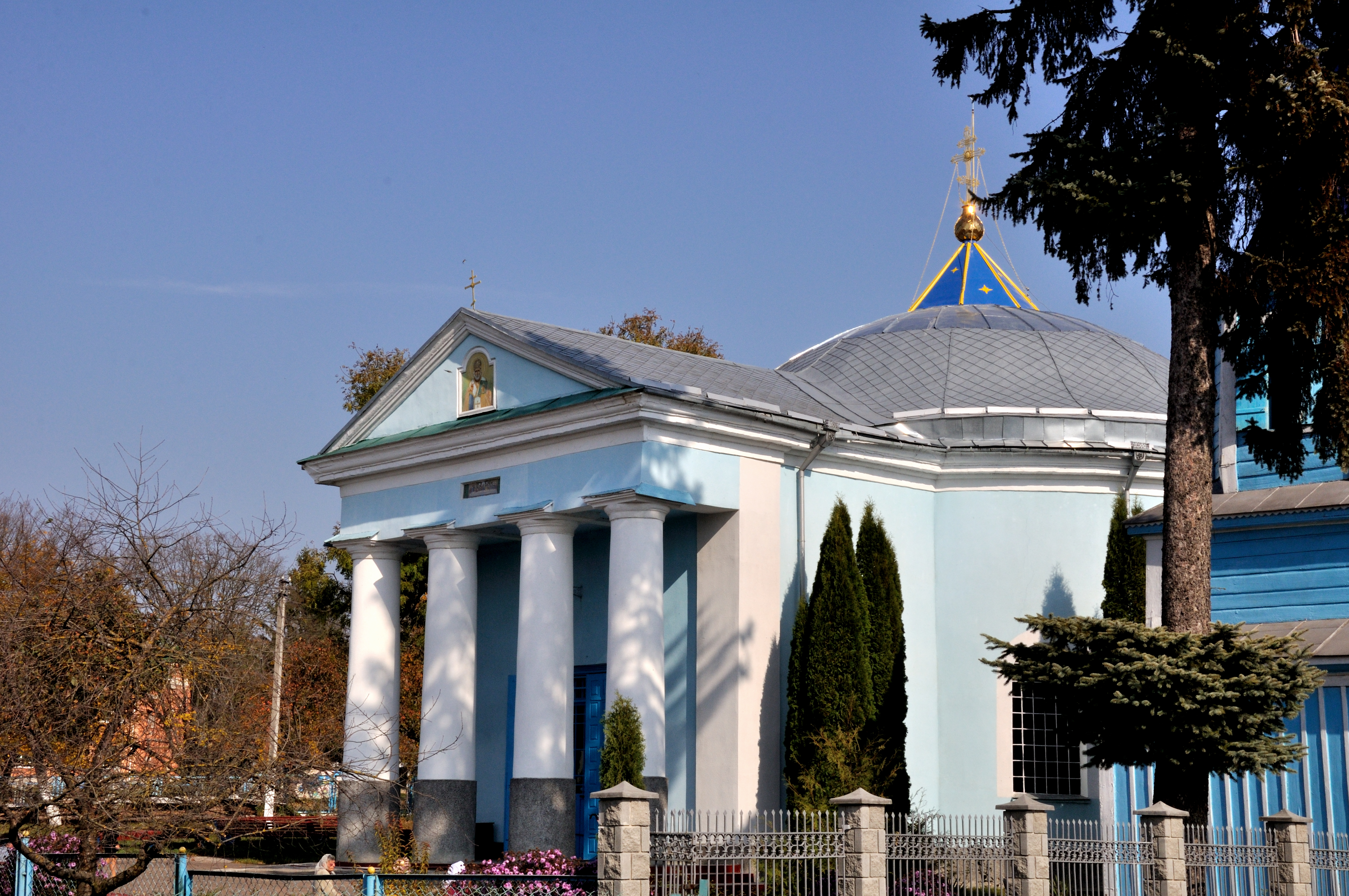
Orthodoxe Kirche im Ort

Das Dorf wurde 1569 zum ersten Mal schriftlich erwähnt und gehörte bis zur 3. polnischen Teilung zur Adelsrepublik Polen (in der Woiwodschaft Wolhynien), kam dann zum Russischen Reich, wo es im Gouvernement Wolhynien lag. 1918/1921 fiel es an Polen und kam zur Woiwodschaft Wolhynien in den Powiat Równe, Gmina Aleksandrja. Nach dem Beginn des Zweiten Weltkrieges besetzte die Sowjetunion das Gebiet und machte den Ort im Januar 1940 zum Hauptort des gleichnamigen Rajons Oleksandrija. Nach dem Überfall Deutschlands auf die Sowjetunion im Juni 1941 kam der Ort bis 1944 unter deutsche Herrschaft (eingegliedert in das Reichskommissariat Ukraine), wurde aber nach dem Krieg wieder von der Sowjetunion annektiert und der Ukrainischen SSR zugeschlagen. Ende 1962 wurde der Rajon Oleksandrija aufgelöst, dem Rajon Riwne angegliedert und Oleksandrija blieb ein einfaches Dorf. Seit dem Zerfall der Sowjetunion 1991 ist es ein Teil der unabhängigen Ukraine.

## Verwaltungsgliederung
Am 12. Februar 2018 wurde das Dorf zum Zentrum der neugegründeten Landgemeinde Oleksandrija (Олександрійська сільська громада Oleksandrijska silska hromada). Zu dieser zählen noch die 10 in der untenstehenden Tabelle aufgelisteten Dörfer, bis dahin bildete es zusammen mit den Dörfern Nowa Ljubomyrka, Puchowa, Swjattja, Try Kopzi und Woloschky  die Landratsgemeinde Oleksandrija (Олександрійська сільська рада/Oleksandrijska silska rada) im Norden des Rajons Riwne.
Am 12. Juni 2020 kam noch die 4 Dörfer Koslyn, Nowa Ukrajinka, Radyslawka und Remel zum Gemeindegebiet.
Folgende Orte sind neben dem Hauptort Oleksandrija Teil der Gemeinde:
| Name                     | Name           | Name                                | Name               | Name |
| ukrainisch transkribiert | ukrainisch     | russisch                            | polnisch           |      |
| ------------------------ | -------------- | ----------------------------------- | ------------------ | ---- |
| Bojaniwka                | Боянівка       | Бояновка (Bojanowka)                | Byczal             |      |
| Koslyn                   | Козлин         | Козлин (Koslin)                     | Koźlin             |      |
| Kustyn                   | Кустин         | Кустин (Kustin)                     | Kustyń             |      |
| Nowa Ljubomyrka          | Нова Любомирка | Новая Любомирка (Nowaja Ljubomirka) | Lubomirka Nowa     |      |
| Nowa Ukrajinka           | Нова Українка  | Новая Украинка (Nowaja Ukrajinka)   | Osada Krechowiecka |      |
| Puchowa                  | Пухова         | Пухова                              | Puchawa, Puchawo   |      |
| Radyslawka               | Радиславка     | Радиславка (Radislawka)             | Władysławówka      |      |
| Remel                    | Ремель         | Ремель                              | Remel              |      |
| Reschuzk                 | Решуцьк        | Решуцк                              | Reszuck, Rzeszuck  |      |
| Saborol                  | Забороль       | Забороль                            | Zaborol            |      |
| Serhijiwka               | Сергіївка      | Сергеевка (Sergejewka)              | Sierhiejówka       |      |
| Swjattja                 | Свяття         | Святье (Swjatje)                    | Swiacie            |      |
| Try Kopzi                | Три Копці      | Три Копцы (Tri Kopzy)               | Trikopce           |      |
| Woloschky                | Волошки        | Волошки (Woloschki)                 | Wołoszki           |      |